# Bevolkingsdaling
De bevolkingsdaling of bevolkingsafname is de afname van het inwonersaantal in een bepaald land of gebied gedurende een bepaalde tijd. Bevolkingsdaling is het omgekeerde van bevolkingsgroei. In Nederland wordt tegenwoordig ook wel gesproken van bevolkingskrimp of kortweg krimp.
Oorzaken van bevolkingsdaling zijn:
- Denataliteit: er worden minder mensen geboren (geboortecijfer) dan er sterven (sterftecijfer).
- Vertrekoverschot: er vertrekken meer mensen dan zich in het gebied vestigen. Dit kan bijvoorbeeld doordat er geen mogelijkheden voor opleiding of werk zijn of doordat er onvoldoende (nieuwe) woonruimte beschikbaar is.

Gezinsverdunning in combinatie met het niet bouwen van nieuwe woningen kan op de langere termijn ook leiden tot daling van de bevolking.

## Achterliggende oorzaken
Denataliteit en emigratieoverschotten zijn de directe aanleidingen tot bevolkingsdalingen in een land of gebied, maar staan uiteraard niet op zichzelf. Er zijn vrijwel altijd dieperliggende oorzaken van bevolkingsdalingen. Deze oorzaken kunnen elkaar bovendien versterken.
- Oorlogen: Oorlogen veroorzaken slachtoffers door directe oorlogshandelingen, indirecte slachtoffers (ziekten e.d.), ontvolking van getroffen gebieden, en ontwrichting van de maatschappij. Voorbeelden van bevolkingsdalingen door oorlogen zijn Polen tijdens de Tweede Wereldoorlog (van 36 naar 24 miljoen), China tijdens de Taiping-opstand (van 436 naar 252 miljoen) en Mexico tijdens de Mexicaanse Revolutie (van 14 naar 10 miljoen). Bovendien kunnen mannen die aan het front moeten vechten geen kinderen verwekken. Dit veroorzaakt naast directe bevolkingsdaling ook een dip in het geboortecijfer.
- Epidemieën: Net als een oorlog veroorzaakt een epidemie niet slechts directe slachtoffers maar ook indirecte slachtoffers door de ontwrichting van de maatschappij. Tegenwoordig veroorzaakt aids in Botswana een bevolkingsdaling. Een historisch voorbeeld is de decimering van de Amerikaanse en Australische oorspronkelijke bevolking door uit Europa geïmporteerde ziekten.
- Emigratie: Wanneer de omstandigheden in een land slecht zijn kunnen zoveel mensen emigreren dat het vertrekoverschot het geboorteoverschot overtreft. Een voorbeeld is de DDR, die door de Republikflucht met een bevolkingsdaling kampte. Ook in Ierland leverde emigratie een belangrijke bijdrage aan de bevolkingsdaling: veel een groot deel van de bevolking ontvluchtte de hongersnood en slechte (economische)omstandigheden en migreerde naar met name Amerika.
- Verslechterende vooruitzichten: Wanneer de (economische) vooruitzichten in een land verslechteren, hebben de mensen de neiging om ongezonder te leven waardoor ze dus sneller dood gaan en het sterftecijfer toeneemt. Ook zal men minder snel aan kinderen beginnen, omdat men bang is hen geen toekomst te kunnen bieden of dit doodsimpel financieel niet meer kan bolwerken. Een voorbeeld is Rusland, dat hierdoor van 1991 tot 2008 een onafgebroken bevolkingsdaling kende.
- Overheidsingrijpen: De overheid probeert soms een rem op de bevolkingsgroei te zetten. Een voorbeeld hiervan is China, dat de bevolkingsgroei met zijn eenkindbeleid heeft weten terug te dringen en waarschijnlijk in de nabije toekomst met bevolkingsdaling te maken krijgt. Ook India ontmoedigt het krijgen van veel kinderen.
- Ontwikkeling naar een moderne economie (demografische revolutie): Binnen ontwikkelde landen is de trend enigszins anders. Waar kinderen vroeger een extra inkomen en een soort oudedagsvoorziening vormden omdat ze aan het werk konden worden gezet, kosten ze nu voornamelijk veel geld (scholing, kleding, studiefonds, voeding, etc.). In de moderne economie is daarbij één inkomen niet genoeg en moeten beide ouders werken, wat additionele problemen en kosten oproept ten aanzien van de kinderopvang. Bovendien is de rol van religie (die veelvuldig grote gezinnen aanmoedigde) zeer sterk teruggedrongen. Feminisme heeft ook zijn invloed nagelaten: vrouwen werken en beslissen mee over het krijgen van kinderen. De seksuele revolutie heeft daarnaast zijn sporen nagelaten: seks hoeft niet per se de voortplanting te dienen maar moet vooral leuk en lekker zijn; bovendien is een wijd scala aan voorbehoedsmiddelen beschikbaar en in gebruik. Hierdoor is de bevolkingsgroei in ontwikkelde landen sterk teruggedrongen en zal deze in de toekomst negatief worden. In Duitsland en Japan is deze trend al gaande: beide landen kennen al bevolkingsdaling. Het is de verwachting dat in het jaar 2100 vrijwel ieder land ter wereld een geboortecijfer heeft dat beneden de vervangingsratio van 2.1 kinderen per vrouw ligt.

## Demografische ontwikkelingen in Nederland
Vergrijzing en ontgroening zijn twee demografische ontwikkelingen die zich in Nederland en in geheel Noordwest-Europa, maar met name in Zuid- en Oost-Europa in de periode 2000 - 2040 voordoen. Uit een prognose van de Verenigde Naties blijkt ook dat de bevolking van deze landen in de genoemde periode zal dalen. Bevolkingsdaling is in Nederland sterk regionaal bepaald. De belangrijkste krimpregio's zijn tevens enkele van de meest perifeer gelegen regio's ten opzichte van de Randstad, het economische hart van Nederland. Voorbeelden hiervan zijn Zeeuws-Vlaanderen, Parkstad Limburg (oostelijke mijnstreek), Delfzijl en Oost-Groningen en Noordoost-Friesland. In deze regio's zijn overheidsprogramma's opgestart die erop zijn gericht om de bevolkingsdaling in goede banen te leiden. Zo worden bijvoorbeeld huurwoningen (met name rijtjeswoningen) op grote schaal gesloopt en vervangen door vrijstaande woningen en twee-onder-een-kapwoningen in (veel) lagere dichtheden. In gebieden met veel leegstand (bijvoorbeeld Delfzijl-Noord) wordt de sloop ook vaak aangegrepen om het terrein waar de woningen stonden een andere functie te geven, zoals bijvoorbeeld een park.

### Krimpregio's
Nederland kent acht krimpregio's die vanaf 2016 in aanmerking komen voor tezamen 11,2 miljoen rijksbijdrage per jaar. De verdeling van de rijksbijdrage is gebaseerd op de bevolkingsdaling in het verleden en op de te verwachten krimp in de toekomst, waarbij een criterium van 3% geldt.
Bedragen per jaar voor de krimpregio’s 2016-2020:
- Parkstad Limburg 3,9 miljoen euro
- Noord-Groningen 2,2 miljoen
- Eemsdelta 1,5 miljoen euro
- Achterhoek 1,0 miljoen euro
- Regio Maastricht Mergelland 897.000 euro[2]
- Westelijke Mijnstreek 812.000 euro
- Zeeuws-Vlaanderen 420.000 euro
- De Marne 240.000 euro

## Landen met bevolkingsdaling

### 2005
Dit is een lijst met landen waarin de bevolking daalde in 2005. Alle landen in deze lijst bevinden zich in Zuid-, Midden- en Oost-Europa, op Aziatisch Rusland na.
- Bulgarije
- Duitsland
- Estland
- Georgië
- Griekenland
- Hongarije
- Italië
- Kroatië
- Letland
- Litouwen
- Moldavië
- Oekraïne
- Polen
- Roemenië
- Rusland
- Slovenië
- Slowakije
- Tsjechië
- Wit-Rusland

### Japan
Japan kent al sinds 2007 een bevolkingsdaling. Volgens een schatting van het Japanse ministerie van Volksgezondheid stierven er in 2013 244.000 meer Japanners dan er geboren werden. In 2013 waren er 6% minder geboortes dan het jaar ervoor, en steeg het aantal overlijdens met 19.000, wat de sterkste stijging was sinds de Tweede Wereldoorlog. Ondanks de bevolkingsdaling is er echter weinig immigratie.
Hierdoor heeft het land te maken heeft met een snelle vergrijzing en een tekort op de arbeidsmarkt. Ruim 20% van de Japanse bevolking is ouder dan 65 jaar. Verwacht wordt dat dit aantal bijna zal verdubbelen tegen 2060.

### Rusland
Rusland kende in de jaren '90 en '00 een vrijwel onafgebroken bevolkingsdaling. Hoewel vaak de verslechterde economie en leefomstandigheden worden aangehaald, wordt ook hoog alcoholgebruik als hoofdschuldige aangemerkt. Een groot deel van de sterfte vindt plaats door ongevallen gelinkt aan dronkenschap of ziekten gerelateerd aan chronisch alcoholgebruik. Ook is de vruchtbaarheid onder Russische vrouwen een van de laagsten ter wereld.
In werkelijkheid is er een samenspel van verschillende factoren. Na de val van de Sovjet-Unie werd alcoholische drank makkelijker verkrijgbaar en werd de belasting op kinderloze echtparen afgeschaft. Ook sterven mensen door het consumeren van moonshine de giftige bestanddelen bevat (methanol, lood, etc.). Het hoge alcoholgebruik zet daarbij een demper op het geboortecijfer doordat dronken, zieke of overleden mannen geen kinderen kunnen verwekken. Hierdoor heerste een vrouwenoverschot; bovendien vinden weduwen met een kind minder makkelijk een nieuwe partner. Ook drugsgebruik draagt een steentje hieraan bij. In de gebieden waar meer moslims wonen, is het geboortecijfer beduidend hoger en het sterftecijfer lager, omdat de islam alcoholgebruik ontmoedigt.
Bovendien hadden de jaren '20 een relatief grote generatie voortgebracht die in de jaren '90 het eind van hun levensverwachting bereikte. Ook echo-effecten van demografische teruggangen uit het verleden zorgen voor een kleinere generatie in de vruchtbare leeftijd.
Wanneer in de statistieken het sterftecijfer het geboortecijfer overtreft en dus beide lijnen elkaar kruisen, spreekt men ook wel van een 'Russisch Kruis' ('Russian Cross'), naar het voorbeeld van de Russische bevolkingsdaling.
Inmiddels groeit de Russische bevolking weer.

### Bulgarije
De bevolking van Bulgarije is al sinds de jaren '90 aan het dalen. Het aantal inwoners bedroeg in 1989 iets meer dan 9 miljoen. In 1989, in de nadagen het communisme, verlieten ruim driehonderdduizend etnische Turken (inclusief duizenden Pomaken en islamitische Roma) het land vanwege discriminatie onder het regime van dictator Todor Zjivkov. De jaren daarna verlieten nog eens duizenden mensen het land. Het geboortecijfer begon drastisch te dalen (vanwege de verslechterde economische situatie): van 1,8 kinderen per vrouw in de jaren '90 naar slechts 1,1 kinderen een decennium later. Tegelijkertijd nam het aantal sterftegevallen drastisch toe. In 2016 stierven er 107.580 mensen: dat zijn er meer dan 15 per duizend inwoners.  In sommige Bulgaarse provincies (vooral de provincies in het noordwesten, waaronder Vidin en Montana) is het sterftecijfer hoger dan in oorlogsgebieden. Het vruchtbaarheidscijfer is de laatste jaren weer toegenomen en is even hoog als het Europese gemiddelde (1,54 kinderen per vrouw). Maar doordat het aantal vruchtbare vrouwen per generatie steeds kleiner wordt, daalt het aantal levend geboren kinderen nog steeds. In het jaar 2016 telt Bulgarije 7.101.859 inwoners: een daling van meer dan twintig procent in slechts 25 jaar tijd. Bulgarije en Letland zijn de enige twee landen waar het aantal inwoners in de 21ste eeuw kleiner is dan in 1950. Volgens prognoses zal Bulgarije in het jaar 2050 iets meer dan 5 miljoen inwoners tellen.